# Luigi Pulci
(Luigi Pulci, Le Frottole)
Luigi Pulci (Firenze, 15 agosto 1432 – Padova, 11 novembre 1484) è stato un poeta italiano famoso soprattutto per il Morgante, storia epica e parodistica di un gigante che convertito al cristianesimo si mette al seguito di Orlando. Capitano di Val di Lugana (1481-1484), al servizio del condottiero Roberto di San Severino, marchese di Castelnuovo Scrivia, conte di Caiazzo e Colorno e signore di Albanella, Cittadella, Corleto Monforte, Corte Madama, Felitto, Lugano, Mendrisio, Montorio Veronese, Pontecurone, Roscigno, Serre e Solaro.

## Biografia
Luigi Pulci nasce nel 1432 a Firenze da Jacopo di Francesco Pulci e Brigida de Bardi. Dopo un'infanzia difficile causata dalla povertà della sua famiglia (i Pulci erano una nobile famiglia decaduta), fu introdotto presso la famiglia Medici nel 1461, dove entrò presto nelle grazie del giovane Lorenzo, con cui condivise lo spirito giocoso che contraddistinse le sue prime opere poetiche: Beca di Dicomano, parodia dell'opera di Lorenzo Nencia da Barberino, a sua volta parodia dell'amor cortese.
Tra il 1473 e il 1474 si sposò con Lucrezia degli Albizzi, col favore di Lorenzo. Nello stesso periodo il clima della cerchia medicea, dapprima molto influenzato dal suo umore bizzarro e giocoso, si modificò notevolmente per l'importanza assunta dai filosofi platonici dell'Accademia (Ficino, Pico, Landino); il Pulci entrò in conflitto con questi personaggi ed ebbe un'aspra polemica con Ficino sull'immortalità dell'anima. Perciò il Magnifico lo lasciò ai margini.
Questo e le difficoltà finanziarie che colpirono i fratelli Luca e Bernardo intorno al 1470, costrinsero il Pulci ad allontanarsi da Firenze (per missioni diplomatiche a Camerino, Foligno e Napoli) e ad entrare al servizio del condottiero Roberto di San Severino, che seguì in vari viaggi (Milano, Pisa e Venezia). Nel marzo del 1481 fu nominato capitano di Val di Lugana, feudo del Sanseverino. Ammalatosi durante un viaggio, morì a Padova nel 1484 e fu sepolto fuori dal muro che circondava il sagrato della chiesa di San Tommaso Apostolo, "vicino ad un pozzo" "senza alcuna sacra cerimonia" come uomo "di poca, o niuna religione".

## Opere

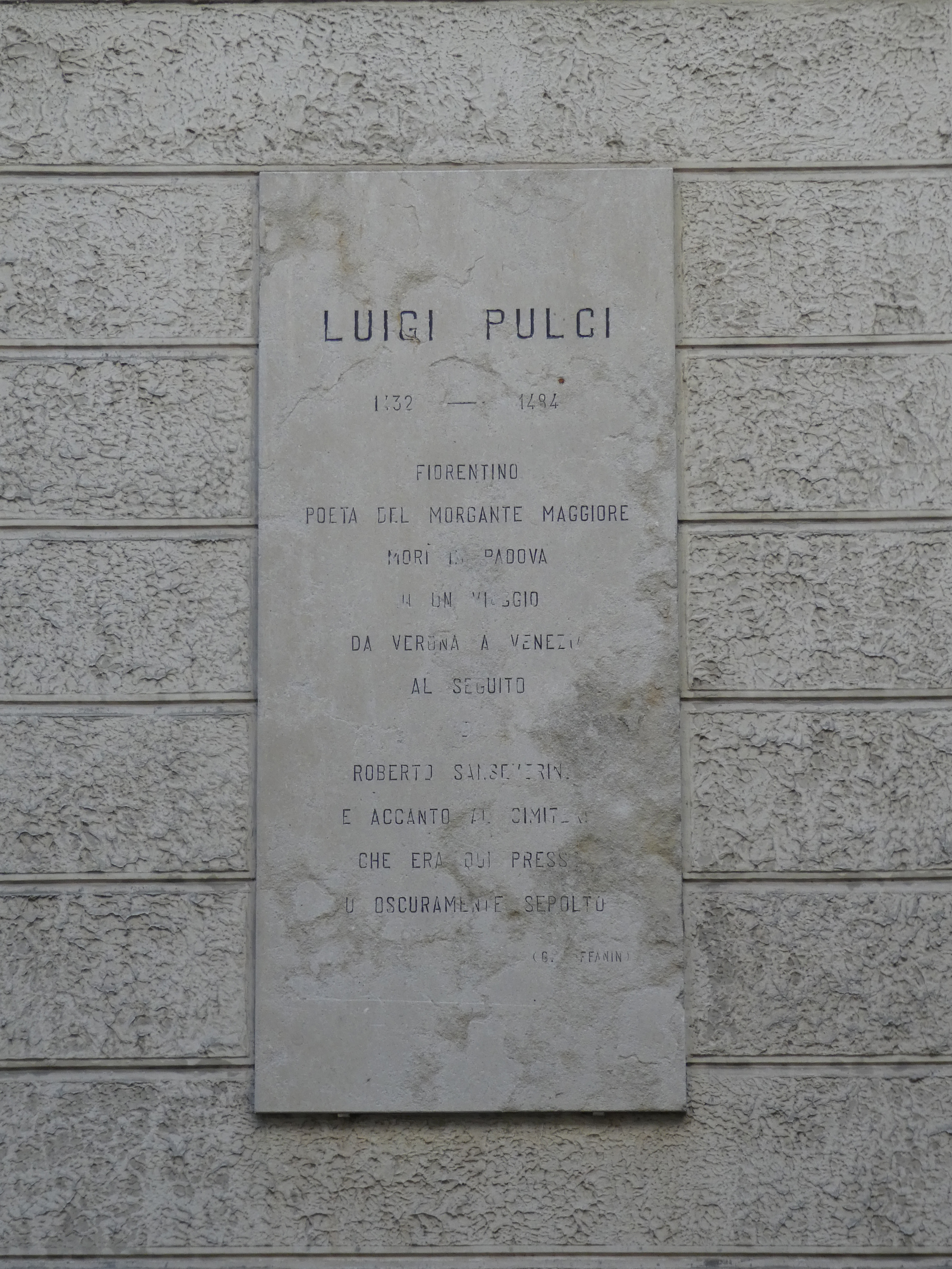
Targa a Luigi Pulci a Padova presso la chiesa di San Tomaso Cantuariense

Il Morgante è il capolavoro del Pulci e uno dei poemi più singolari della letteratura italiana, dato il tono giocoso e le avventure mirabolanti di alcuni personaggi. È un poema epico-cavalleresco in ottave, suddiviso in cantari, che recupera la materia del ciclo carolingio. Il titolo deriva dal nome del suo personaggio più popolare, un gigante che Orlando converte alla fede cristiana e le cui avventure costituiscono gran parte della trama. Uscì nel 1478 in 23 cantàri e nel 1483, nell'edizione definitiva, in 28 cantari. Gli ultimi cinque canti dell'edizione del 1483 hanno uno stile molto diverso dalla prima parte del poema e narrano la morte di Orlando a Roncisvalle.
Il titolo di "Morgante maggiore", di cui si fregiano non poche edizioni, è riferito al fatto che dell'opera fu al tempo fruibile una estrapolazione del solo episodio di Morgante e Margutte, noto come "Morgante minore", o "Marguttino". Dunque il "Morgante" è "maggiore" anche nella prima redazione di ventitré capitoli.
Beca da Dicomano una sorta di risposta alla Nencia da Barberino di Lorenzo de' Medici costruita con gli stessi toni di parodia della poesia amorosa e della celebrazione delle donne.

## Edizioni
- Il Morgante, ed. Raffaello Ramat, Rizzoli, 1961
- Morgante, ed. Franca Ageno, Mondadori, 1994
- Morgante, ed. Giuliano Dego, Rizzoli, 2002
- Morgante e opere minori, ed. Aulo Greco, UTET, 2006